# Palatul Arhiepiscopiei Tomisului
Palatul Arhiepiscopiei Tomisului este un monument istoric aflat pe teritoriul municipiului Constanța.